# Embassament de Ribesalbes
L'embassament de Ribesalbes se situa al municipi valencià de Vallat i Fanzara. Construït als anys 40 del segle XX sobre ls aigües del riu Millars, ocupant una superfície de 5 hectàrees i amb una capacitat de 0,3 hm³. L'obra fou construïda mitjançant una presa de gravetat amb una altura de 21 metres.
Destina les seues aigües a la producció hidroelèctrica, formant junt als embassaments pròxims de Vallat i de Sitjar un complex hidroelèctric. Ls tres pertànyen a la Confederació Hidrogràfica del Xúquer.